# Vinográdnoye (Krasnodar)
Vinográdnoye (del ruso: Виноградное) es un seló del ókrug urbano de Gelendzhik del krai de Krasnodar, en el sur de Rusia. Está situado en las vertientes meridionales de la cordillera de Markotj, 6 km al noroeste de Gelendzhik y 89 km al suroeste de Krasnodar. Tenía 283 habitantes en 2010.
Pertenece al municipio Kabardinski.

## Historia
La localidad se fundó en 1960 en el territorio de la sección n.º 4 del sovjós Gelendzhik.

## Transporte
Por la localidad pasan las carreteras federales M4 Don Moscú-Novorosíisk y M27 Novorosíisk-frontera abjasa, que comparten calzada en este tramo.